# Jean Caune
Jean Caune, né le 29 novembre 1938 à Charenton-le-Pont, est un théoricien français de la culture et de la communication.

## Biographie
Jean Caune, né Jean Kon, est ingénieur chimiste de formation[réf. souhaitée]. En 1978, il soutient néanmoins une thèse de 3e cycle sur La dramatisation. Une méthode et des techniques d'expression et de communication par le corps, sous la direction du philosophe André Veinstein (Université de Paris-VIII).
Il exerce ensuite comme comédien puis comme metteur en scène. De 1971 à 1975, il anime un centre culturel dans le quartier de la Villeneuve à Grenoble. De 1982 à 1988, il dirige la maison de la culture de Chambéry. 
En 1989, Jean Caune soutient une thèse de doctorat d’État en sciences de la communication sous la direction de Bernard Miège sur L’action culturelle, une communication sociale par le phénomène artistique. Sa carrière universitaire se déroule à l'Université Stendhal de Grenoble.
En 2001, il est conseiller municipal de Grenoble, élu sur la liste de l'Association Démocratie Écologie Solidarité.

## Publications
Les travaux de Jean Caune portent sur trois secteurs de la politique culturelle de la Ve République : la décentralisation théâtrale ; la démocratisation culturelle ; la médiation artistique et culturelle,,.
« La culture se présente comme une série de médiations complexes et enchevêtrées entre l’individu et le groupe, l’imaginaire et le symbolique, le sujet et le monde.»
« L’idéologie de l’art de Malraux est bien un point de vue de la médiation, mais d’une médiation qui n’aurait besoin ni de médiateur ni de technique propédeutique, ni même de sensibilisation. La rencontre avec l’art est dans la politique de Malraux le moyen de l’acculturation.»

### Ouvrages
- Acteur-spectateur : une relation dans le blanc des mots (préf. Régis Debray), Saint-Genouph, Nizet, 1996, 222 p. (ISBN 2-7078-1212-9 et 978-2-7078-1212-4, OCLC 409499160)
- Culture et communication : convergences théoriques et lieux de médiation, Grenoble, Presses universitaires de Grenoble, 2006 (1re éd. 1995), 182 p. (ISBN 2-7061-1282-4 et 978-2-7061-1282-9, OCLC 300870577)
- Esthétique de l'animation culturelle : pour un autre statut du processus artistique, Grenoble, Université des langues et lettres ELLUG, 1981 (présentation en ligne)
- Esthétique de la communication, Presses universitaires de France, coll. « Que sais-je ? », 1997 (ISBN 2-13-048493-X et 978-2-13-048493-6, OCLC 38191771, lire en ligne)
- Faire théâtre de tout : espace, temps et place du spectateur, éditions Théâtrales, 2021
- Formes artistiques et pratiques culturelles : enjeux théoriques et politiques, Paris, L'Harmattan, 2018
- La culture en action : de Vilar à Lang : le sens perdu, Grenoble, Presses universitaires de Grenoble, 2023 (1re éd. 1999), 376 p. (ISBN 2-7061-0816-9 et 978-2-7061-0816-7, OCLC 42206503).
- La démocratisation culturelle : une médiation à bout de souffle (préf. David Lescot), Grenoble, Presses universitaires de Grenoble, 2006, 205 p. (ISBN 2-7061-1340-5 et 978-2-7061-1340-6, OCLC 300319899)
- La dramatisation : une méthode et des techniques d'expression et de communication par le corps. Vol. 44/45, Cahiers théâtre Louvain, coll. « Collection Arts du spectacle », 1981 (lire en ligne)
- La médiation culturelle : expérience esthétique et construction du vivre-ensemble, Fontaine, Presses universitaires de Grenoble, 276 p. (ISBN 978-2-7061-2642-0 et 2-7061-2642-6, OCLC 975370312, lire en ligne)[10]
- Le théâtre de Jean-Claude Grumberg : mise en pièces de la question juive, Lormont/impr. en Europe, le Bord de l'eau, 202 p. (ISBN 978-2-35687-460-3 et 2-35687-460-7, OCLC 957743914)
- Pour des humanités contemporaines : science, technique, culture : quelles médiations? (préf. Philippe Meirieu), Grenoble, Presses universitaires de Grenoble, 2013, 318 p. (ISBN 978-2-7061-1789-3 et 2-7061-1789-3, OCLC 840569551)
- Pour une éthique de la médiation : le sens des pratiques culturelles, Presses universitaires de Grenoble, 1999 (ISBN 2-7061-0824-X et 978-2-7061-0824-2, OCLC 299841876)

#### Ouvrages collectifs
- Marie-Madeleine Mervant-Roux (dir.), Marie-Christine Bordeaux (dir.) et Jean Caune (dir.), Le théâtre des amateurs et l'expérience de l'art : accompagnement et autonomie, Montpellier, L'Entretemps éd, impr 2011, 341 p. (ISBN 978-2-35539-127-9 et 2-35539-127-0, OCLC 758831989, lire en ligne)

#### Articles dans ouvrage collectif
- « Le public du théâtre populaire : enjeu historique et politique », dans Jamil Dakhlia & Delphine & Le Nozach & Céline Ségur, À la recherche des publics populaires (2), Éditions universitaires de Lorraine, 2016, 250 p. (ISBN 978-2-8143-0281-5, lire en ligne)
- « La culture en action. De Vilar à Lang : le sens perdu », dans Gentil, Geneviève & Poirrier, Philippe & Donnedieu de Vabres, Renaud, La politique culturelle en débat : anthologie, 1955-2005, Paris, Documentation française, 2006, 211 p. (ISBN 2-11-006089-1 et 978-2-11-006089-1, OCLC 421204103, lire en ligne), p. 17, 23 & 24

- « Pratiques culturelles et médiation artistique : la construction du lien social », dans Vincent Liquète, Médiations, CNRS Éditions, coll. « Les essentiels d'Hermès », 2010 (ISBN 978-2-271-12187-5, lire en ligne), p. 85–101
- « Préface », dans Lafortune, Jean-Marie., La médiation culturelle : le sens des mots et l'essence des pratiques, Presses de l'Université du Québec, 2012, 222 p. (ISBN 978-2-7605-3363-9 et 2-7605-3363-8, OCLC 843881958)
- Formes artistiques et pratiques culturelles : enjeux théoriques et politiques, Paris, l'Harmattan, 203 p. (ISBN 978-2-343-14186-2 et 2-343-14186-X, OCLC 1035204401)

#### Articles
- « Le corps, objet de discours moyens de relation », Hermès, no 68 « L’autre n’est pas une donnée. Altérités, corps et artefacts »,‎ 2014 (lire en ligne)
- « Pratiques culturelles et processus de communication, quels savoirs scientifiques », Hermès, no 71 « Le XXe siècle saisi par la communication »,‎ 2015 (lire en ligne)
- « Les nanotechnologies : genèse, vie et destin d’une controverse », Hermès, vol. 73, no 3 « Controverses et communication »,‎ 2015, p. 137–145 (lire en ligne) »,
- « Discours et mythes de l’Information », Hermès, vol. 80, no 1 « 30 ans d’indisciplines, 1988-2018 »,‎ 2018, p. 39-45 (lire en ligne)
- « Formation des stéréotypes du Juif », Hermès, vol. 83, no 1 « Les stéréotypes, encore et toujours »,‎ 2019, p. 145-152 (lire en ligne)
- « L’incommunication, moteur de la dynamique théâtrale », Hermès, vol. 84, no 2 « Les incommunications »,‎ 2019, p. 151-158 (lire en ligne)

- « Les processus délibératifs : voies d’une démocratie technicienne ? », Les Enjeux de l'information et de la communication,‎ 2015 (lire en ligne).
- « Les territoires et les cartes de la médiation ou la médiation mise à nu par ses commentateurs », Les Enjeux de l'information et de la communication,‎ 2010 (lire en ligne)
- « L’objet technique livré à des perspectives croisées », Les Enjeux de l'information et de la communication,‎ 2007 (lire en ligne)
- « Pouvoir culturel, pouvoir esthétique. Quelle place pour l’art dans les politiques culturelles ? », Les Enjeux de l'information et de la communication,‎ 2006 (lire en ligne)
- « Tout vient du corps », Les Enjeux de l'information et de la communication,‎ 2002 (lire en ligne)
- « La médiation culturelle : une construction du lien social », Les Enjeux de l'information et de la communication,‎ 2000 (lire en ligne)

- « Droits culturels controverses et d’horizon d’action », Observatoire des Politiques Culturelles, no 49,‎ 2017 (lire en ligne)
- « Le Forum des Lucioles : Un espace de débat sur les droits culturels », Observatoire des Politiques Culturelles, no 49,‎ 2017 (lire en ligne)
- « La médiation culturelle : ferment d’une politique de relation », Observatoire des Politiques Culturelles, no 51,‎ 2018 (lire en ligne)
- « La médiation culturelle : notion mana ou nouveau paradigme ? », Observatoire des Politiques Culturelles, no 51,‎ 2018 (lire en ligne)

### Communications, colloques, conférences
- « Pour des théâtres ouverts ! Démocratisation et médiation de la culture », sur geneveactive.ch, 31 janvier 2013 (consulté le 31 janvier 2020)
- Albert Wazana, « Rencontre avec Jean CAUNE », sur Farband, 5 février 2018 (consulté le 4 juillet 2025)
- Titulaire de la Chaire du CÉLAT (Centre universitaire d’études sur les lettres, les arts et les traditions) Université de Laval Québec, dernier trimestre 2014 « Chaires mobiles du CELAT – Celat »(Archive.org • Wikiwix • Archive.is • Google • Que faire ?) (consulté le 31 janvier 2021)
- Colloque international du CÉLAT : « Les conférences du Célat », sur celat.ulaval.ca, 22 octobre 2014 (consulté le 31 janvier 2021)
- Publication du colloque : « Tisser le trait d’union du Vivre-Ensemble. L’enjeu de la médiation culturelle », dans Francine Saillant & Michaël La Chance, Pluralité et vivre-ensemble, Québec, Presses de l’université Laval, 2015 (ISBN 978-2-7637-2883-4 et 2-7637-2883-9, OCLC 945970193, lire en ligne)
- Serge Saada, « Entretien avec Serge Saada est autour du mot "médiation culturelle" », sur culturesducoeur.org, 1er octobre 2017 (consulté le 31 janvier 2021)